# Аккаиново
Аккаиново (баш. Аҡҡайын) — деревня в Бирском районе Республики Башкортостан Российской Федерации. Входит в состав Маядыковского сельсовета. 

## География

### Географическое положение
Расстояние до:
- районного центра (Бирск): 40 км,
- центра сельсовета (Маядыково): 9 км,
- ближайшей ж/д станции (Уфа): 52 км.

## Население
| 2002 | 2009 | 2010 |
| ---- | ---- | ---- |
| 45   | ↗67  | ↘53  |

Согласно переписи 2002 года, преобладающая национальность — башкиры (71 %).